# Mistrzostwa Europy w Wioślarstwie 2008 – czwórka bez sternika mężczyzn
Czwórka bez sternika mężczyzn (M4-) – konkurencja rozgrywana podczas Mistrzostw Europy w Wioślarstwie 2008 w Atenach między 19 a 20 września.

## Harmonogram konkurencji
| Wydarzenie               | Runda      |
| ------------------------ | ---------- |
| Piątek, 19 września 2008 | Eliminacje |
| Piątek, 19 września 2008 | Repasaże   |
| Sobota, 20 września 2008 | Finał B    |
| Sobota, 20 września 2008 | Finał A    |

## Medaliści
| Złoto                                                                            | Srebro                                                                             | Brąz                                                                                  |
| Grecja · Nikolaos Gundulas · Apostolos Gundulas · Janis Tsilis · Jeorjos Dzialas | Włochy · Domenico Montrone · Romano Battisti · Sergio Canciani · Andrea Tranquilli | Białoruś · Andrej Dziamjanienka · Wadzim Lalin · Jauhien Nosau · Alaksandr Kazubouski |

## Wyniki

### Eliminacje
Reguła kwalifikacji: 1 → FA, 2.. → R

#### Eliminacje 1
| Miejsce | Zawodnik                                                            | Kraj    | Czas    | Uwagi |
| ------- | ------------------------------------------------------------------- | ------- | ------- | ----- |
| 1       | Domenico Montrone Romano Battisti Sergio Canciani Andrea Tranquilli | Włochy  | 6:04,40 | FA    |
| 2       | Maksym Koncewyj Andrij Iwanczuk Iwan Tymko Artem Moroz              | Ukraina | 6:07,24 | R     |
| 3       | Maciej Mattik Dawid Pacześ Łukasz Kardas Zbigniew Schodowski        | Polska  | 6:07,28 | R     |
| 4       | Daniel Blin Alexis Crevel Vincent Durupt Lionel Jacquiot            | Francja | 6:17,23 | R     |
| 5       | Michael Ludwigsen Mathias Lyster Emil Kjerri Christian Asmussen     | Dania   | 6:18,36 | R     |

#### Eliminacje 2
| Miejsce | Zawodnik                                                                          | Kraj            | Czas    | Uwagi |
| ------- | --------------------------------------------------------------------------------- | --------------- | ------- | ----- |
| 1       | Nikolaos Gundulas Apostolos Gundulas Janis Tsilis Jeorjos Dzialas                 | Grecja          | 5:59,38 | FA    |
| 2       | Pau Vela Maggi Francisco Álvarez Paz David Prada Fernandez Jesús Álvarez González | Hiszpania       | 6:06,45 | R     |
| 3       | George Laughton William Laughton Peter Marsland Tom Ransley                       | Wielka Brytania | 6:07,59 | R     |
| 4       | Andrej Dziamjanienka Wadzim Lalin Jauhien Nosau Alaksandr Kazubouski              | Białoruś        | 6:13,08 | R     |
| 5       | Marko Marjanovic Cedomir Nikitovic Ivan Ostojic Aleksandar Radovic                | Serbia          | 6:14,04 | R     |

### Repasaże
Reguła kwalifikacji: 1-2 → FA, 3... → FB

#### Repasaże 1
| Miejsce | Zawodnik                                                             | Kraj            | Czas    | Uwagi |
| ------- | -------------------------------------------------------------------- | --------------- | ------- | ----- |
| 1       | Maksym Koncewyj Andrij Iwanczuk Iwan Tymko Artem Moroz               | Ukraina         | 6:16,65 | FA    |
| 2       | Andrej Dziamjanienka Wadzim Lalin Jauhien Nosau Alaksandr Kazubouski | Białoruś        | 6:17,75 | FA    |
| 3       | George Laughton William Laughton Peter Marsland Tom Ransley          | Wielka Brytania | 6:19,52 | FB    |
| 4       | Michael Ludwigsen Mathias Lyster Emil Kjerri Christian Asmussen      | Dania           | 6:27,42 | FB    |

#### Repasaże 2
| Miejsce | Zawodnik                                                                          | Kraj      | Czas    | Uwagi |
| ------- | --------------------------------------------------------------------------------- | --------- | ------- | ----- |
| 1       | Pau Vela Maggi Francisco Álvarez Paz David Prada Fernandez Jesús Álvarez González | Hiszpania | 6:18,05 | FA    |
| 2       | Maciej Mattik Dawid Pacześ Łukasz Kardas Zbigniew Schodowski                      | Polska    | 6:19,15 | FA    |
| 3       | Marko Marjanovic Cedomir Nikitovic Ivan Ostojic Aleksandar Radovic                | Serbia    | 6:21,93 | FB    |
| 4       | Daniel Blin Alexis Crevel Vincent Durupt Lionel Jacquiot                          | Francja   | 6:27,02 | FB    |

### Finał B
| Miejsce | Zawodnik                                                           | Kraj            | Czas    | Uwagi |
| ------- | ------------------------------------------------------------------ | --------------- | ------- | ----- |
| 1       | George Laughton William Laughton Peter Marsland Tom Ransley        | Wielka Brytania | 6:02,54 |       |
| 2       | Daniel Blin Alexis Crevel Vincent Durupt Lionel Jacquiot           | Francja         | 6:04,80 |       |
| 3       | Marko Marjanovic Cedomir Nikitovic Ivan Ostojic Aleksandar Radovic | Serbia          | 6:05,29 |       |
| 4       | Michael Ludwigsen Mathias Lyster Emil Kjerri Christian Asmussen    | Dania           | 6:10,12 |       |

### Finał A
| Miejsce | Zawodnik                                                                          | Kraj      | Czas    | Uwagi |
| ------- | --------------------------------------------------------------------------------- | --------- | ------- | ----- |
|         | Nikolaos Gundulas Apostolos Gundulas Janis Tsilis Jeorjos Dzialas                 | Grecja    | 5:57,24 |       |
|         | Domenico Montrone Romano Battisti Sergio Canciani Andrea Tranquilli               | Włochy    | 6:00,04 |       |
|         | Andrej Dziamjanienka Wadzim Lalin Jauhien Nosau Alaksandr Kazubouski              | Białoruś  | 6:02,36 |       |
| 4       | Pau Vela Maggi Francisco Álvarez Paz David Prada Fernandez Jesús Álvarez González | Hiszpania | 6:04,92 |       |
| 5       | Maciej Mattik Dawid Pacześ Łukasz Kardas Zbigniew Schodowski                      | Polska    | 6:06,50 |       |
| 6       | Maksym Koncewyj Andrij Iwanczuk Iwan Tymko Artem Moroz                            | Ukraina   | 6:07,34 |       |